# 24 uur van Le Mans 1970

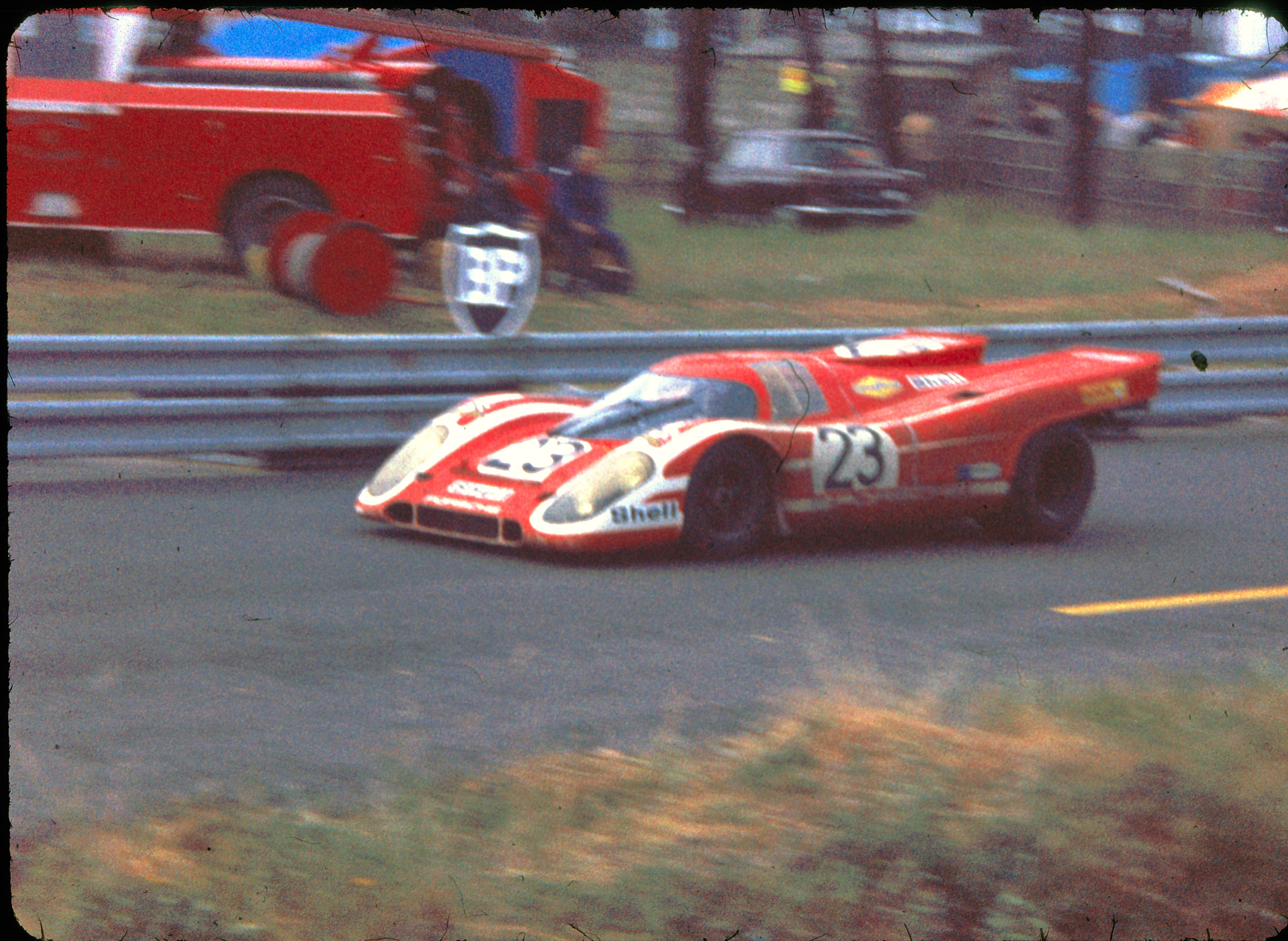
De winnende auto: de Porsche 917K #23.

De 24 uur van Le Mans 1970 was de 38e editie van deze endurancerace. De race werd verreden op 13 en 14 juni 1970 op het Circuit de la Sarthe nabij Le Mans, Frankrijk.
De race werd gewonnen door de Porsche Konstruktionen - Salzburg #23 van Hans Herrmann en Richard Attwood, die allebei hun enige Le Mans-zege behaalden. De P 3.0-klasse werd gewonnen door de Martini International Racing Team #27 van Helmut Marko en Rudi Lins. De GT 2.0-klasse werd gewonnen door de Établissements Sonauto #40 van Claude Ballot-Léna en Guy Chasseuil. De GT 2.5-klasse werd gewonnen door de Écurie Luxembourg #47 van Nicolas Koob en Erwin Kremer.
Deze race vormde de basis voor de Steve McQueen-film Le Mans, die in 1971 in de bioscopen te zien was. Veel beeldmateriaal kwam rechtstreeks vanuit de race, aangezien de #29 Solar Productions een filmcamera op de auto gemonteerd had gekregen.

## Race
Winnaars in hun klasse zijn vetgedrukt. Auto's die minder dan 70% van de afstand van de winnaar van hun klasse hadden afgelegd werden niet geklasseerd. De Autodelta SpA #35 werd gediskwalificeerd omdat deze hulp van buitenaf ontving.
| Pos. | Klasse  | No. | Team                                        | Coureurs                                   | Chassis               | Motor                       | Banden | Ronden |
| ---- | ------- | --- | ------------------------------------------- | ------------------------------------------ | --------------------- | --------------------------- | ------ | ------ |
| 1    | S 5.0   | 23  | Porsche Konstruktionen - Salzburg           | Hans Herrmann Richard Attwood              | Porsche 917K          | Porsche 4.5L F12            | G      | 343    |
| 2    | S 5.0   | 3   | Martini International Racing Team           | Gérard Larrousse Willi Kauhsen             | Porsche 917L          | Porsche 4.5L F12            | G      | 338    |
| 3    | P 3.0   | 27  | Martini International Racing Team           | Helmut Marko Rudi Lins                     | Porsche 908/2LH       | Porsche 3.0L F8             | D      | 335    |
| 4    | S 5.0   | 11  | North American Racing Team                  | Ronnie Bucknum Sam Posey                   | Ferrari 512S          | Ferrari 5.0L V12            | G      | 313    |
| 5    | S 5.0   | 12  | Ecurie Francorchamps                        | Hughes de Fierlandt Alistair Walker        | Ferrari 512S          | Ferrari 5.0L V12            | F      | 305    |
| NC   | GT +5.0 | 2   | Greder Racing                               | Henri Greder Jean-Pierre Rouget            | Chevrolet Corvette C3 | Chevrolet 7.0L V8           | G      | 286    |
| 6    | GT 2.0  | 40  | Établissements Sonauto                      | Claude Ballot-Léna Guy Chasseuil           | Porsche 914/6 GT      | Porsche 1991cc F6           | D      | 285    |
| NC   | P 3.0   | 29  | Solar Productions                           | Herbert Linge Jonathan Williams            | Porsche 908/2         | Porsche 3.0L F8             | G      | 282    |
| 7    | GT 2.5  | 47  | Écurie Luxembourg                           | Nicolas Koob Erwin Kremer                  | Porsche 911S          | Porsche 2253cc F6           | D      | 282    |
| NC   | P 3.0   | 57  | North American Racing Team                  | Tony Adamowicz Chuck Parsons               | Ferrari 312P Coupé    | Ferrari 3.0L V12            | G      | 281    |
| NC   | GT 2.5  | 62  | René Mazzia                                 | René Mazzia Pierre Mauroy                  | Porsche 911S          | Porsche 2195cc F6           |        | 275    |
| NC   | GT 2.0  | 42  | Wicky Racing Team                           | Sylvain Garant Guy Verrier                 | Porsche 911T          | Porsche 1991cc F6           |        | 271    |
| NC   | GT 2.0  | 67  | Jacques Dechaumel                           | Jacques Dechaumel Jean-Claude Parot        | Porsche 911S          | Porsche 1991cc F6           |        | 271    |
| NC   | GT 2.5  | 45  | Claude Laurent                              | Claude Laurent Jacques Marché              | Porsche 911S          | Porsche 2195cc F6           |        | 262    |
| NC   | GT 2.0  | 64  | Claude Haldi                                | Jean Sage Pierre Greub                     | Porsche 911S          | Porsche 1991cc F6           |        | 254    |
| NC   | GT 2.0  | 66  | Raymond Touroul                             | Jean-Claude Lagniez Claude Swietlik        | Porsche 911S          | Porsche 1991cc F6           | D      | 231    |
| DNF  | P 3.0   | 34  | Donald Healey Motor Company                 | Roger Enever Andrew Hedges                 | Healey SR XR37        | Repco 740 3.0L V8           | D      | 264    |
| DNF  | S 5.0   | 25  | Porsche Konstruktionen - Salzburg           | Vic Elford Kurt Ahrens Jr.                 | Porsche 917L          | Porsche 4.9L F12            | G      | 225    |
| DNF  | P 3.0   | 36  | Autodelta SpA                               | Piers Courage Andrea de Adamich            | Alfa Romeo T33/3      | Alfa Romeo 3.0L V8          | F      | 222    |
| DSQ  | P 3.0   | 35  | Autodelta SpA                               | Rolf Stommelen Nanni Galli                 | Alfa Romeo T33/3      | Alfa Romeo 3.0L V8          | F      | 220    |
| DNF  | P 2.0   | 49  | Chevron Racing Team                         | Ian Skailes John Hine                      | Chevron B16           | Ford Cosworth FVC 1771cc S4 | D      | 213    |
| DNF  | P 2.0   | 44  | Chevron Racing Team                         | Clive Baker Digby Martland                 | Chevron B16           | BMW 1992cc S4               | D      | 187    |
| DNF  | P 2.5   | 61  | Wicky Racing Team                           | André Wicky Jean-Pierre Hanrioud           | Porsche 907           | Porsche 2195cc F6           |        | 161    |
| DNF  | S 5.0   | 20  | JW Automotive Engineering                   | Jo Siffert Brian Redman                    | Porsche 917K          | Porsche 4.9L F12            | F      | 156    |
| DNF  | S 5.0   | 5   | SpA Ferrari SEFAC                           | Jacky Ickx Peter Schetty                   | Ferrari 512S          | Ferrari 5.0L V12            | F      | 142    |
| DNF  | GT 2.5  | 63  | Rey Racing                                  | Jacques Rey Bernard Chenevière             | Porsche 911S          | Porsche 2247cc F6           | D      | 132    |
| DNF  | S 5.0   | 9   | Escuderia Montjuich                         | José Juncadella Juan Fernández             | Ferrari 512S Spyder   | Ferrari 5.0L V12            | F      | 130    |
| DNF  | P 2.0   | 60  | Guy Verrier                                 | Daniel Rouveyran Willy Meier               | Porsche 910           | Porsche 1991cc F6           |        | 128    |
| DNF  | GT 2.5  | 65  | Hart Ski Racing/Claude Haldi                | Claude Haldi Arthur Blank                  | Porsche 911S          | Porsche 2247cc F6           | D      | 124    |
| DNF  | S 2.0   | 46  | Christian Poirot                            | Christian Poirot Ernst Kraus               | Porsche 910           | Porsche 1991cc F6           | D      | 120    |
| DNF  | S 5.0   | 18  | David Piper Autorace AAW Racing Team        | David Piper Gijs van Lennep                | Porsche 917K          | Porsche 4.5L F12            | G      | 112    |
| DNF  | S 5.0   | 16  | Scuderia Filipinetti Scuderia Picchio Rosso | Corrado Manfredini Gianpiero Moretti       | Ferrari 512S          | Ferrari 5.0L V12            | G      | 111    |
| DNF  | S 5.0   | 4   | Racing Team VDS                             | Teddy Pilette Gustave Gosselin             | Lola T70 Mk. IIIB     | Chevrolet 4.9L V8           | F      | 109    |
| DNF  | GT 2.5  | 43  | Jean-Pierre Gaban                           | Jean-Pierre Gaban Willy Braillard          | Porsche 911S          | Porsche 2195cc F6           | D      | 109    |
| DNF  | P 3.0   | 31  | Equipe Matra Elf                            | Jean-Pierre Beltoise Henri Pescarolo       | Matra-Simca MS660     | Matra 3.0L V12              | G      | 79     |
| DNF  | P 3.0   | 32  | Equipe Matra Elf                            | Jack Brabham François Cevert               | Matra-Simca MS650     | Matra 3.0L V12              | G      | 76     |
| DNF  | P 3.0   | 30  | Equipe Matra Elf                            | Patrick Depailler Jean-Pierre Jabouille    | Matra-Simca MS650     | Matra 3.0L V12              | G      | 70     |
| DNF  | GT 2.5  | 59  | Jean Égreteaud                              | Jean Égreteaud Jean Mésange                | Porsche 911S          | Porsche 2247cc F6           | D      | 70     |
| DNF  | P 2.0   | 50  | Automobiles Ligier                          | Guy Ligier Jean-Claude Andruet             | Ligier JS1            | Ford Cosworth FVC 1786cc S4 | D      | 65     |
| DNF  | S 5.0   | 10  | North American Racing Team Gelo Racing Team | Georg Loos Helmut Kelleners                | Ferrari 512S          | Ferrari 5.0L V12            | G      | 54     |
| DNF  | S 5.0   | 22  | JW Automotive Engineering                   | David Hobbs Mike Hailwood                  | Porsche 917K          | Porsche 4.5L F12            | F      | 49     |
| DNF  | P 3.0   | 38  | Autodelta SpA                               | Teodoro Zeccoli Carlo Facetti              | Alfa Romeo T33/3      | Alfa Romeo 3.0L V8          | F      | 43     |
| DNF  | S 5.0   | 7   | SpA Ferrari SEFAC                           | Derek Bell Ronnie Peterson                 | Ferrari 512S          | Ferrari 5.0L V12            | F      | 39     |
| DNF  | S 5.0   | 8   | SpA Ferrari SEFAC                           | Arturo Merzario Clay Regazzoni             | Ferrari 512S          | Ferrari 5.0L V12            | F      | 38     |
| DNF  | GT +5.0 | 1   | Écurie Léopard                              | Jean-Claude Aubriet Joseph Bourdon         | Chevrolet Corvette C3 | Chevrolet 7.0L V8           | G      | 37     |
| DNF  | S 5.0   | 15  | Scuderia Filipinetti                        | Mike Parkes Herbert Müller                 | Ferrari 512S          | Ferrari 5.0L V12            | G      | 37     |
| DNF  | S 5.0   | 14  | Scuderia Filipinetti                        | Jo Bonnier Reine Wisell                    | Ferrari 512S          | Ferrari 5.0L V12            | G      | 36     |
| DNF  | S 5.0   | 21  | JW Automotive Engineering                   | Pedro Rodriguez Leo Kinnunen               | Porsche 917K          | Porsche 4.9L F12            | F      | 22     |
| DNF  | P 2.0   | 48  | Levi's International Racing Team            | Julian Vernaeve Yves Deprez                | Chevron B16           | Mazda 10A Twin Rotor        | D      | 19     |
| DNF  | S 5.0   | 6   | SpA Ferrari SEFAC                           | Nino Vaccarella Ignazio Giunti             | Ferrari 512S          | Ferrari 5.0L V12            | F      | 7      |
| DNF  | P 3.0   | 37  | Autodelta SpA                               | Toine Hezemans Masten Gregory              | Alfa Romeo T33/3      | Alfa Romeo 3.0L V8          | F      | 5      |
| DNS  | S 5.0   | 17  | Grand Bahamas Racing Team                   | Robin Ormes David Prophet                  | Lola T70 Mk. IIIB     | Chevrolet 4.9L V8           |        | 0      |
| DNS  | P 3.0   | 28  | Martini International Racing Team           | André de Cortanze Dieter Spoerry Rudi Lins | Porsche 908/2         | Porsche 3.0L F8             |        | 0      |
| DNS  | P 3.0   | 39  | North American Racing Team                  | Tony Adamowicz Sam Posey                   | Ferrari 312P Coupé    | Ferrari 3.0L V12            |        | 0      |
| DNS  | GT 2.5  | 41  | Wicky Racing Team                           | Sylvain Garant Jean Mésange                | Porsche 911S          | Porsche 2195cc F6           |        | 0      |
| DNQ  | S 2.0   | 68  | Roy Johnson                                 | Roy Johnson Erwin Barnes                   | Chevron B8            | BMW 1991cc S4               |        | 0      |
| DNA  | S 5.0   | 24  | Porsche Konstruktionen - Salzburg           | Hans-Heinrich Steinemann Dieter Spoerry    | Porsche 917K          | Porsche 4.5L F12            |        | 0      |
| DNA  | S 5.0   | 26  | JW Automotive Engineering                   | Jackie Stewart Steve McQueen               | Porsche 917K          | Porsche 4.5L F12            |        | 0      |
| DNA  | P 2.5   | 54  | Guy Verrier                                 | Guy Verrier Frederic Mural                 | Porsche 907           | Porsche 2.2L F6             |        | 0      |

1923 · 1924 · 1925 · 1926 · 1927 · 1928 · 1929 · 1930 · 1931 · 1932 · 1933 · 1934 · 1935 · 1936 · 1937 · 1938 · 1939 · 1940 - 1948 · 1949 · 1950 · 1951 · 1952 · 1953 · 1954 · 1955 (Ramp) · 1956 · 1957 · 1958 · 1959 · 1960 · 1961 · 1962 · 1963 · 1964 · 1965 · 1966 · 1967 · 1968 · 1969 · 1970 · 1971 · 1972 · 1973 · 1974 · 1975 · 1976 · 1977 · 1978 · 1979 · 1980 · 1981 · 1982 · 1983 · 1984 · 1985 · 1986 · 1987 · 1988 · 1989 · 1990 · 1991 · 1992 · 1993 · 1994 · 1995 · 1996 · 1997 · 1998 · 1999 · 2000 · 2001 · 2002 · 2003 · 2004 · 2005 · 2006 · 2007 · 2008 · 2009 · 2010 · 2011 · 2012 · 2013 · 2014 · 2015 · 2016 · 2017 · 2018 · 2019 · 2020 · 2021 · 2022 · 2023 · 2024